# Землетрясение в Манагуа (1972)
 Землетрясение в Манагуа 23 декабря 1972 года — крупное землетрясение с магнитудой 6,2.

## Землетрясение
Эпицентром землетрясения стало озеро Холотлан (Манагуа) в двух километрах к северо-востоку от электростанции Манагуа. В ту ночь было очень жарко и сухо, вечернее небо стало почти красным. Форшок составил первоначально три слабых толчка приблизительно в 22:00 и 22:30. В 00:35 в субботу 23 декабря 1972 года основной толчок в 6,2 балла разрушил около 60 тысяч (80%) зданий в столице Никарагуа, территорию города пересекли 5 трещин. Примерно 5000 человек погибло и более 20 000 было ранено (по другим данным 6000 погибших и 50 000 раненых), более 250 000 человек остались без крова. Через час после первого мощного толчка последовали ещё два с магнитудой 5,0 и 5,2 в 1:18 и 1:20 соответственно.
Разрушение столицы по свидетельству очевидцев по масштабам было сравнимо с разрушением городов Хиросима и Нагасаки (Япония) после сброса на них атомных бомб в конце Второй Мировой войны. Энергия толчка была эквивалентна 1 млн тонн тротила.

## Прочие инциденты
Отдельной проблемой стало расхищение многомиллионной международной помощи диктатором страны А. Сомосой и его ближайшим окружением, получившее широкий международный резонанс.